# Stevan Žutić
Stevan Žutić, srbski admiral, * 9. avgust 1919, † ?.

## Življenjepis
Leta 1941 je postal član KPJ in naslednje leto je vstopil v NOVJ. Med vojno je bil politični komisar več enot.
Po vojni je bil politični komisar divizije, poveljnik vojaškopomorskega sektorja, pomočnik poveljnika za MPV in pravne zadeve Vojaške pomorske oblasti, načelnik štaba Vojaške pomorske oblasti,...